# Wimbledon Championships 2023
Die 136. Wimbledon Championships waren das dritte von vier Grand-Slam-Turnieren der Saison, den am höchsten dotierten Tennisturnieren. Sie fanden vom 3. Juli bis 16. Juli 2023 in London statt. Ausrichter war der All England Lawn Tennis and Croquet Club.
Titelverteidiger im Einzel waren Novak Đoković bei den Herren sowie Jelena Rybakina bei den Damen. Im Herrendoppel waren Matthew Ebden und Max Purcell und im Damendoppel Barbora Krejčíková und Kateřina Siniaková die Sieger der letzten Ausgabe im Jahr 2022. Titelverteidiger im Mixed waren Desirae Krawczyk und Neal Skupski.
Nach dem Ausschluss russischer und belarussischer Tennisspieler im Vorjahr durften diese 2023 wieder teilnehmen. Das Turnier vergab auch wieder Weltranglistenpunkte.

## Absagen
Folgende Topspieler nahmen aus unterschiedlichen Gründen nicht an dem Turnier teil:
- Rafael Nadal, Hüftverletzung
- Amanda Anisimova, Turniertennispause aufgrund mentaler Probleme
- Naomi Ōsaka, Schwangerschaft
- Marin Čilić, Knieverletzung
- Simona Halep, positive Dopingprobe
- Karen Chatschanow, Stressfraktur Rücken
- Jack Draper, Schulterverletzung
- Pablo Carreño Busta, Ellbogenprobleme
- Anna Kalinskaja, Verletzung
- Jan-Lennard Struff, Hüftprobleme
- Ajla Tomljanović, Knieverletzung
- Nick Kyrgios, Bänderriss im Handgelenk

## Preisgeld
Das Preisgeld betrug 44.700.000 Pfund Sterling (52.104.371 Euro), was einer Steigerung von 10,78 % gegenüber dem Vorjahr entsprach.
| Profitennis     | Profitennis | Profitennis | Profitennis |
| Erreichte Runde | Einzel      | Doppel*     | Mixed*      |
| --------------- | ----------- | ----------- | ----------- |
| Sieg            | 2.350.000 £ | 600.000 £   | 128.000 £   |
| Finale          | 1.175.000 £ | 300.000 £   | 64.000 £    |
| Halbfinale      | 600.000 £   | 150.000 £   | 32.000 £    |
| Viertelfinale   | 340.000 £   | 75.000 £    | 16.500 £    |
| Achtelfinale    | 207.000 £   | 36.250 £    | 7.750 £     |
| Dritte Runde    | 131.000 £   | 22.000 £    | 4.000 £     |
| Zweite Runde    | 85.000 £    | 13.750 £    |             |
| Erste Runde     | 55.000 £    |             |             |
| Q3              | 36.000 £    |             |             |
| Q2              | 21.750 £    |             |             |
| Q1              | 12.750 £    |             |             |

| Rollstuhltennis      | Rollstuhltennis | Rollstuhltennis |
| Erreichte Runde      | Einzel          | Doppel*         |
| -------------------- | --------------- | --------------- |
| Sieg                 | 60.000 £        | 26.000 £        |
| Finale               | 31.000 £        | 13.000 £        |
| Halbfinale           | 21.000 £        | 8.000 £         |
| Viertelfinale        | 14.500 £        |                 |
| Quad-Rollstuhltennis |                 |                 |
| Erreichte Runde      | Einzel          | Doppel*         |
| Sieg                 | 60.000 £        | 26.000 £        |
| Finale               | 31.000 £        | 13.000 £        |
| 3. Platz             | 21.000 £        | 8.000 £         |
| 4. Platz             | 14.500 £        | 8.000 £         |

## Herreneinzel
Setzliste
| Nr. | Spieler               | Erreichte Runde |
| --- | --------------------- | --------------- |
| 01. | Carlos Alcaraz        | Sieg            |
| 02. | Novak Đoković         | Finale          |
| 03. | Daniil Medwedew       | Halbfinale      |
| 04. | Casper Ruud           | 2. Runde        |
| 05. | Stefanos Tsitsipas    | Achtelfinale    |
| 06. | Holger Rune           | Viertelfinale   |
| 07. | Andrei Rubljow        | Viertelfinale   |
| 08. | Jannik Sinner         | Halbfinale      |
| 09. | Taylor Fritz          | 2. Runde        |
| 10. | Frances Tiafoe        | 3. Runde        |
| 11. | Félix Auger-Aliassime | 1. Runde        |
| 12. | Cameron Norrie        | 2. Runde        |
| 13. | Borna Ćorić           | 1. Runde        |
| 14. | Lorenzo Musetti       | 3. Runde        |
| 15. | Alex de Minaur        | 2. Runde        |
| 16. | Tommy Paul            | 3. Runde        |

| Nr. | Spieler                     | Erreichte Runde |
| --- | --------------------------- | --------------- |
| 17. | Hubert Hurkacz              | Achtelfinale    |
| 18. | Francisco Cerúndolo         | 2. Runde        |
| 19. | Alexander Zverev            | 3. Runde        |
| 20. | Roberto Bautista Agut       | 1. Runde        |
| 21. | Grigor Dimitrow             | Achtelfinale    |
| 22. | Sebastian Korda             | 1. Runde        |
| 23. | Alexander Bublik            | Achtelfinale    |
| 24. | Yoshihito Nishioka          | 1. Runde        |
| 25. | Nicolás Jarry               | 3. Runde        |
| 26. | Denis Shapovalov            | Achtelfinale    |
| 27. | Daniel Evans                | 1. Runde        |
| 28. | Tallon Griekspoor           | 1. Runde        |
| 29. | Tomás Martín Etcheverry     | 2. Runde        |
| 30. | Nick Kyrgios                | Rückzug         |
| 31. | Alejandro Davidovich Fokina | 3. Runde        |
| 32. | Ben Shelton                 | 2. Runde        |

## Dameneinzel
Setzliste
| Nr. | Spielerin            | Erreichte Runde |
| --- | -------------------- | --------------- |
| 01. | Iga Świątek          | Viertelfinale   |
| 02. | Aryna Sabalenka      | Halbfinale      |
| 03. | Jelena Rybakina      | Viertelfinale   |
| 04. | Jessica Pegula       | Viertelfinale   |
| 05. | Caroline Garcia      | 3. Runde        |
| 06. | Ons Jabeur           | Finale          |
| 07. | Coco Gauff           | 1. Runde        |
| 08. | Maria Sakkari        | 1. Runde        |
| 09. | Petra Kvitová        | Achtelfinale    |
| 10. | Barbora Krejčíková   | 2. Runde        |
| 11. | Darja Kassatkina     | 3. Runde        |
| 12. | Weronika Kudermetowa | 2. Runde        |
| 13. | Beatriz Haddad Maia  | Achtelfinale    |
| 14. | Belinda Bencic       | Achtelfinale    |
| 15. | Ljudmila Samsonowa   | 1. Runde        |
| 16. | Karolína Muchová     | 1. Runde        |

| Nr. | Spielerin              | Erreichte Runde |
| --- | ---------------------- | --------------- |
| 17. | Jeļena Ostapenko       | 2. Runde        |
| 18. | Karolína Plíšková      | 1. Runde        |
| 19. | Wiktoryja Asaranka     | Achtelfinale    |
| 20. | Donna Vekić            | 3. Runde        |
| 21. | Jekaterina Alexandrowa | Achtelfinale    |
| 22. | Anastassija Potapowa   | 3. Runde        |
| 23. | Magda Linette          | 3. Runde        |
| 24. | Zheng Qinwen           | 1. Runde        |
| 25. | Madison Keys           | Viertelfinale   |
| 26. | Anhelina Kalinina      | 2. Runde        |
| 27. | Bernarda Pera          | 1. Runde        |
| 28. | Elise Mertens          | 2. Runde        |
| 29. | Irina-Camelia Begu     | 2. Runde        |
| 30. | Petra Martić           | 3. Runde        |
| 31. | Mayar Sherif           | 1. Runde        |
| 32. | Marie Bouzková         | Achtelfinale    |

## Herrendoppel
Setzliste
| Nr. | Paarung                                  | Erreichte Runde |
| --- | ---------------------------------------- | --------------- |
| 01. | Wesley Koolhof Neal Skupski              | Sieg            |
| 02. | Ivan Dodig Austin Krajicek               | 2. Runde        |
| 03. | Rajeev Ram Joe Salisbury                 | 1. Runde        |
| 04. | Hugo Nys Jan Zieliński                   | Achtelfinale    |
| 05. | Santiago González Édouard Roger-Vasselin | Achtelfinale    |
| 06. | Rohan Bopanna Matthew Ebden              | Halbfinale      |
| 07. | Marcelo Arévalo Jean-Julien Rojer        | 2. Runde        |
| 08. | Fabrice Martin Andreas Mies              | 2. Runde        |

| Nr. | Paarung                            | Erreichte Runde |
| --- | ---------------------------------- | --------------- |
| 09. | Nikola Mektić Mate Pavić           | Achtelfinale    |
| 10. | Kevin Krawietz Tim Pütz            | Halbfinale      |
| 11. | Lloyd Glasspool Nicolas Mahut      | 2. Runde        |
| 12. | Sander Gillé Joran Vliegen         | Achtelfinale    |
| 13. | Jamie Murray Michael Venus         | Viertelfinale   |
| 14. | Máximo González Andrés Molteni     | 2. Runde        |
| 15. | Marcel Granollers Horacio Zeballos | Finale          |
| 16. | Marcelo Melo John Peers            | Achtelfinale    |

## Damendoppel
Setzliste
| Nr. | Paarung                               | Erreichte Runde |
| --- | ------------------------------------- | --------------- |
| 01. | Barbora Krejčíková Kateřina Siniaková | Rückzug         |
| 02. | Coco Gauff Jessica Pegula             | Achtelfinale    |
| 03. | Storm Hunter Elise Mertens            | Finale          |
| 04. | Nicole Melichar-Martinez Ellen Perez  | 1. Runde        |
| 05. | Desirae Krawczyk Demi Schuurs         | 2. Runde        |
| 06. | Leylah Fernandez Taylor Townsend      | 2. Runde        |
| 07. | Ljudmyla Kitschenok Jeļena Ostapenko  | 1. Runde        |
| 08. | Shūko Aoyama Ena Shibahara            | 1. Runde        |

| Nr. | Paarung                                 | Erreichte Runde |
| --- | --------------------------------------- | --------------- |
| 09. | Weronika Kudermetowa Ljudmila Samsonowa | Rückzug         |
| 10. | Asia Muhammad Giuliana Olmos            | 1. Runde        |
| 11. | Anna Danilina Xu Yifan                  | 1. Runde        |
| 12. | Chan Hao-ching Latisha Chan             | 2. Runde        |
| 13. | Miyu Katō Aldila Sutjiadi               | Achtelfinale    |
| 14. | Wiktoryja Asaranka Beatriz Haddad Maia  | 2. Runde        |
| 15. | Marta Kostjuk Elena-Gabriela Ruse       | 2. Runde        |
| 16. | Caroline Dolehide Zhang Shuai           | Halbfinale      |

## Mixed
Setzliste
| Nr. | Paarung                                | Erreichte Runde |
| --- | -------------------------------------- | --------------- |
| 01. | Jessica Pegula Austin Krajicek         | Rückzug         |
| 02. | Desirae Krawczyk Neal Skupski          | 1. Runde        |
| 03. | Nicole Melichar-Martinez Jan Zieliński | 1. Runde        |
| 04. | Leylah Fernandez Wesley Koolhof        | Achtelfinale    |

| Nr. | Paarung                          | Erreichte Runde |
| --- | -------------------------------- | --------------- |
| 05. | Ellen Perez Matthew Ebden        | Viertelfinale   |
| 06. | Gabriela Dabrowski Rohan Bopanna | 1. Runde        |
| 07. | Ljudmyla Kitschenok Mate Pavić   | Sieg            |
| 08. | Ena Shibahara Jean-Julien Rojer  | Achtelfinale    |

## Junioreneinzel
Setzliste
| Nr. | Spieler                  | Erreichte Runde |
| --- | ------------------------ | --------------- |
| 01. | Juan Carlos Prado Ángelo | 1. Runde        |
| 02. | Rodrigo Pacheco Méndez   | Achtelfinale    |
| 03. | Zhou Yi                  | Achtelfinale    |
| 04. | Cooper Williams          | Halbfinale      |
| 05. | Jaroslaw Djomin          | Finale          |
| 06. | Ilijan Radulow           | Viertelfinale   |
| 07. | Branko Đurić             | 1. Runde        |
| 08. | João Fonseca             | Viertelfinale   |

| Nr. | Spieler                  | Erreichte Runde |
| --- | ------------------------ | --------------- |
| 09. | Darwin Blanch            | Halbfinale      |
| 10. | Joel Schwärzler          | 1. Runde        |
| 11. | Rei Sakamoto             | Achtelfinale    |
| 12. | Adriano Dschenew         | 1. Runde        |
| 13. | Maxim Mrva               | 1. Runde        |
| 14. | Federico Bondioli        | 2. Runde        |
| 15. | Tomasz Berkieta          | Viertelfinale   |
| 16. | Alejandro Melero Kretzer | Achtelfinale    |

## Juniorinneneinzel
Setzliste
| Nr. | Spielerin              | Erreichte Runde |
| --- | ---------------------- | --------------- |
| 01. | Alina Kornejewa        | Halbfinale      |
| 02. | Clervie Ngounoue       | Sieg            |
| 03. | Sara Saito             | 2. Runde        |
| 04. | Lucciana Pérez Alarcón | 2. Runde        |
| 05. | Renáta Jamrichová      | Halbfinale      |
| 06. | Kaitlin Quevedo        | 2. Runde        |
| 07. | Sayaka Ishii           | Viertelfinale   |
| 08. | Ena Koike              | Viertelfinale   |

| Nr. | Spielerin            | Erreichte Runde |
| --- | -------------------- | --------------- |
| 09. | Federica Urgesi      | 1. Runde        |
| 10. | Tereza Valentová     | 2. Runde        |
| 11. | Ella McDonald        | 2. Runde        |
| 12. | Nina Vargová         | 1. Runde        |
| 13. | Emerson Jones        | Achtelfinale    |
| 14. | Teodora Kostović     | 1. Runde        |
| 15. | Tyra Caterina Grant  | 2. Runde        |
| 16. | Charo Esquiva Bañuls | 2. Runde        |

## Juniorendoppel
Setzliste
| Nr. | Paarung                                         | Erreichte Runde |
| --- | ----------------------------------------------- | --------------- |
| 01. | Jaroslaw Djomin Cooper Williams                 | Viertelfinale   |
| 02. | João Fonseca Juan Carlos Prado Ángelo           | Halbfinale      |
| 03. | Alejandro Melero Kretzer Rodrigo Pacheco Méndez | Viertelfinale   |
| 04. | Adriano Dschenew Ilijan Radulow                 | 1. Runde        |

| Nr. | Paarung                      | Erreichte Runde |
| --- | ---------------------------- | --------------- |
| 05. | Maxim Mrva Joel Schwärzler   | 1. Runde        |
| 06. | Branko Đurić Arthur Géa      | Finale          |
| 07. | Darwin Blanch Roy Horovitz   | Halbfinale      |
| 08. | Tomasz Berkieta Henry Searle | Viertelfinale   |

## Juniorinnendoppel
Setzliste
| Nr. | Paarung                                | Erreichte Runde |
| --- | -------------------------------------- | --------------- |
| 01. | Lucciana Pérez Alarcón Kaitlin Quevedo | Achtelfinale    |
| 02. | Renáta Jamrichová Federica Urgesi      | Halbfinale      |
| 03. | Sayaka Ishii Ena Koike                 | Viertelfinale   |
| 04. | Tyra Caterina Grant Clervie Ngounoue   | Rückzug         |
| 05. | Hayu Kinoshita Sara Saito              | Viertelfinale   |

| Nr. | Paarung                        | Erreichte Runde |
| --- | ------------------------------ | --------------- |
| 06. | Wakana Sonobe Tereza Valentová | Achtelfinale    |
| 07. | Nikola Bartůňková Nina Vargová | Achtelfinale    |
| 08. | Ella McDonald Luciana Moyano   | Viertelfinale   |
| 09. | Ranah Akua Stoiber Mingge Xu   | Achtelfinale    |

## Herreneinzel-Rollstuhl
Setzliste
| Nr. | Spieler      | Erreichte Runde |
| --- | ------------ | --------------- |
| 01. | Tokito Oda   | Sieg            |
| 02. | Alfie Hewett | Finale          |

## Dameneinzel-Rollstuhl
Setzliste
| Nr. | Spielerin      | Erreichte Runde |
| --- | -------------- | --------------- |
| 01. | Diede de Groot | Sieg            |
| 02. | Yui Kamiji     | Halbfinale      |

## Herrendoppel-Rollstuhl
Setzliste
| Nr. | Paarung                         | Erreichte Runde |
| --- | ------------------------------- | --------------- |
| 01. | Alfie Hewett Gordon Reid        | Sieg            |
| 02. | Joachim Gérard Ruben Spaargaren | Halbfinale      |

## Damendoppel-Rollstuhl
Setzliste
| Nr. | Paarung                        | Erreichte Runde |
| --- | ------------------------------ | --------------- |
| 01. | Yui Kamiji Kgothatso Montjane  | Finale          |
| 02. | Diede de Groot Jiske Griffioen | Sieg            |

## Quadeinzel
Setzliste
| Nr. | Spieler      | Erreichte Runde |
| --- | ------------ | --------------- |
| 01. | Niels Vink   | Sieg            |
| 02. | Sam Schröder | Halbfinale      |

## Quaddoppel
Setzliste
| Nr. | Paarung                    | Erreichte Runde |
| --- | -------------------------- | --------------- |
| 01. | Sam Schröder Niels Vink    | Sieg            |
| 02. | Heath Davidson Robert Shaw | Finale          |